# دو فو
دو فو (بالصينية: 杜甫) (بن-ين: Dù Fǔ) (ويد–جيلز: Tu Fu) (بالإنجليزية: Du Fu)‏ كان شاعرا صينيا لأسرة تانج. جنبا إلى جنب مع لي باي (لي بو)، كثيرا ما يطلق عليه أعظم الشعراء الصينيين. كان طموحه الأكبر هو خدمة بلاده كموظف مدني ناجح، لكنه أثبت عدم قدرته على توفير التسهيلات اللازمة. لقد دمرت حياته، مثل البلد كله، من قبل ثورة آن لوشان عام 755، وكانت سنواته الـ 15 الأخيرة وقتًا من الاضطرابات المستمرة تقريبًا.

## روابط خارجية
- دو فو على موقع الموسوعة البريطانية (الإنجليزية)
- دو فو على موقع ميوزك برينز (الإنجليزية)
- دو فو على موقع ديسكوغز (الإنجليزية)